# Municipio de Chimaltitán
El municipio de Chimaltitán es una municipio de la Región Norte del estado de Jalisco, México. Se encuentra al norte de Guadalajara. Según el II Conteo de Población y Vivienda de 2005, el municipio tenía 3,382 habitantes. Su nombre significa "entre los escudos o rodelas". Su extensión territorial es de 655.1 km² ocupa el 0.8% del territorio estatal y la población se dedica principalmente al sector primario.

## Toponimia
La palabra Chimaltitán es un vocablo náhuatl, proviene de las palabras "chimálli" (escudo o rodela) y "tlántli" (entre); lo cual se interpreta como: "entre los escudos o rodelas".

## Historia
Sus pobladores descendían de las razas emigrantes de la región septentrional: la náhuatl y olmeca. Las diversas familias etnológicas que habitaron la región fueron la cora, huichola, y caxcana. Era un centro donde se fabricaban objetos guerreros como escudos y rodelas, así como algunas armas manuales.
Fue conquistada por Emmanuel Peñas, enviado de Nuño de Guzmán. La fundación se debe a fray Andrés de Medina y fray Pedro del Monte. En 1616 los religiosos procedentes de Zacatecas establecieron una doctrina. En 1541, cuando la gran rebelión en el Mitzón, los pobladores de aquí participaron activamente. En noviembre de 1810 contingentes guerreros de esta región al mando de don Marcos Escobedo fueron a reforzar a los insurgentes al mando de don Miguel Hidalgo y Costilla, tomando parte en la acción de la Batalla de Puente de Calderón.
En el archivo del Congreso del Estado se registran documentos relativos a Chimaltitán y sus pueblos a partir de 1837. En 1943, Chimaltitán fue incorporado a Bolaños. El primero de enero de 1844 por decreto número 4929 fue rehabilitado a la categoría de municipio.

## Descripción geográfica

### Ubicación
El municipio de Chimaltitán se localiza en la región Norte del estado de Jalisco. Sus municipios colindantes son Villa Guerrero, San Martín de Bolaños, Bolaños y Totatiche. Tiene una extensión territorial de 765.24 kilómetros cuadrados. 
El municipio colinda al norte con los municipios de Bolaños, Villa Guerrero y Totatiche; al este con los municipios de Totatiche y el estado de Zacatecas (Atolinga, Tepechitlán, Santa María de la Paz); al sur con el estado de Zacatecas (Benito Juárez) y el municipio de San Martín de Bolaños; al oeste con el municipio de San Martín de Bolaños y Bolaños.

## Medio físico
El 46.3% del municipio tiene terrenos montañosos y el tipo de rocas predominante es toba (65.1%), combinación de rocas ígneas de origen explosivo, formadas por material volcánico suelto o consolidado. El suelo predominante es el cambisol (30.8%), son suelos jóvenes, poco desarrollados. Mientras que el bosque (54.6%) es el uso de suelo dominante en el municipio.

### Hidrografía
Los tipos de recursos hídricos del municipio están constituidos por aguas subterráneas, ríos y lagos. El territorio está ubicado dentro de 3 acuíferos de los cuales el 0.0% no tienen disponibilidad y el 100.0% se encuentra con disponibilidad de agua subterránea.
El territorio municipal está dentro de las cuencas Río Atengo, Río Bolaños 2, Río Tlaltenango de las cuales el 100.0% tienen disponibilidad y el 0.0% presentan déficit de disponibilidad de agua superficial.
Sus recursos hidrológicos son proporcionados principalmente por el Río Bolaños que atraviesa el municipio de norte a sur; los arroyos: Grande, Charco Azul, Las Mesteñas, Los Sabinos, Salto de Callejones, Tepizuac, Rancho Bautista, Carboneras y Troncón Prieto.

### Clima, temperatura y precipitación
La mayor parte del municipio de Chimaltitán (57.9%) tiene clima templado subhúmedo. La temperatura media anual es de 18.1 °C, mientras que sus máximas y mínimas promedio oscilan entre 29.8 °C y 7.4 °C respectivamente. La precipitación media anual es de 743mm.El régimen de lluvias se registra en junio, julio y agosto. El promedio de días con heladas es de 2. Los vientos dominantes en dirección del sur.

## Áreas naturales protegidas
Chimaltitán alberga 1 área natural protegida con una superficie de 9,312.25 hectáreas (ha) lo que representa el 12.2% de todo el territorio municipal. El ANP lleva por nombre Cuenca Alimentadora del Distrito Nacional de Riego 043, Nayarit. 

## Sequía
A nivel municipal la sequía extrema es la que tiene una mayor distribución con un 45.2%. En menores proporciones tenemos excepcional, severa y moderada con el 34, 8 y 2 por ciento respectivamente.

## Flora y fauna

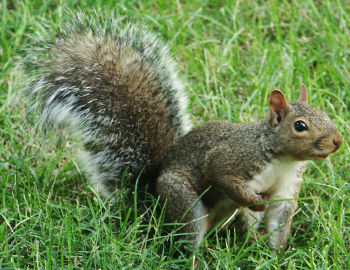
La ardilla es un animal típico del municipio.

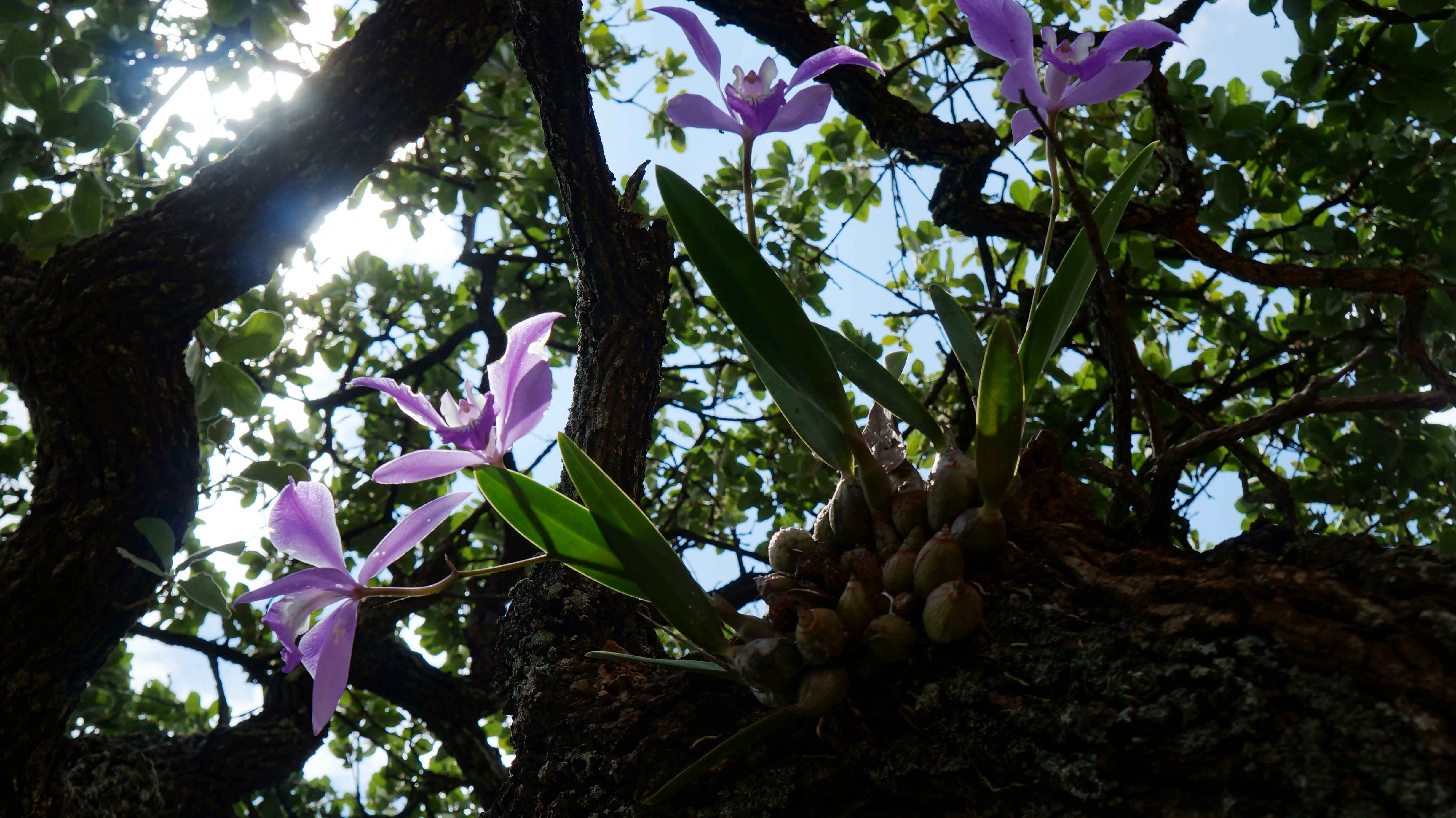
Orquídeas que crecen en las ramas de los encinos

Su vegetación está compuesta por cedro, roble, encino, sabino y palo colorado; y en la selva: el tipome, papelillo, pitayo; matorral tropical como el huizache, uña de gato y granjeno.
La ardilla, el conejo, el tlacuache, el venado, el jabalí, el lobo y algunos peces como carpa, trucha y bagre habitan en esta región.

## Infraestructura
el municipio cuenta con 16 servicios públicos, de los cuales destacan 19 escuelas, seguido de 8 instalaciones deportivas o recreación y templos con 7.

### Salud
De acuerdo con los registros de la secretaría de salud, en el municipio se encuentran 7 unidades de servicio de salud como lo son consultorios, hospitales generales y especializados, oficinas administrativas, farmacias, laboratorios, unidades de medicina familiar, de especialidades médicas y móviles. De las cuales 7 corresponden a la Secretaría de Salud (SSJ).

### Medios y vías de comunicación
Cuenta con correo, telégrafo, fax, señal de radio y televisión, teléfono, y servicio de radiotelefonía. El transporte interurbano se efectúa a través de la carretera estatal 23, Guadalajara-Chimaltitán. Cuenta con una red de carreteras rurales que comunican las localidades. Hay autobuses públicos. Además posee una aeropista para avionetas pequeñas.

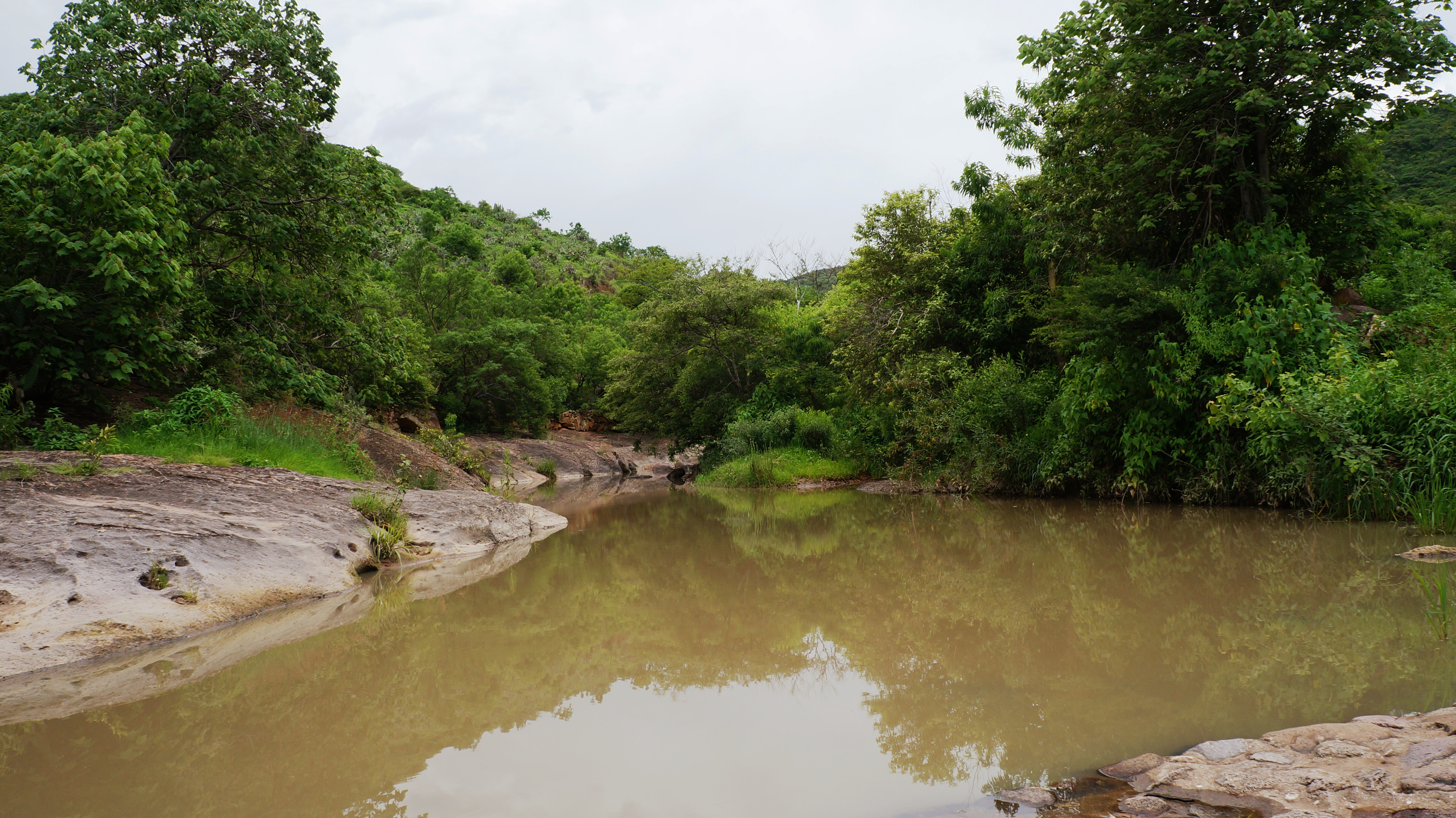
Camino de terracería desde Cocuasco hacia Chimaltitán

## Demografía y localidades
El municipio de Chimaltitán pertenece a la Región Norte, según el Censo de Población y Vivienda 2020, su población en ese año era de 3,270 personas; de las cuales el 49.7 por ciento eran hombres y 50.3 por ciento mujeres. Las y los habitantes del municipio representaban el 3.9 por ciento del total regional. Comparando este volumen poblacional con el del año 2015 (3,383 habitantes), se observa que la población municipal disminuyó un 3.34 por ciento en cinco años.

### Localidades
En 2020 Chimaltitán contaba con 62 localidades, de éstas, 7 eran de dos viviendas y 19 de una. La localidad de Chimaltitán era la más poblada, con 609 personas, que representaban el 18.6% de la población del municipio; le seguía Tepizuac con el 16.5%, Agua Caliente con el 11.5%, La Playa con el 10.5% y San Juan de los Potreros con el 7.2% del total municipal.
| Código INEGI      | Localidad         | Población (2020) |
| ----------------- | ----------------- | ---------------- |
| 140310001         | Chimaltitán       | 609              |
| Otras localidades | Otras localidades | 2 661            |
| Total municipal   | Total municipal   | 3 270            |

## Migración
El índice de intensidad migratoria se ubicó en 60.69 que representa un grado de intensidad migratoria alto.

## Pobreza por carencia social
Respecto a las carencias sociales en 2020, destaca que el indicador de carencia por acceso a la seguridad social es el acceso a la seguridad social, con un 78.5 por ciento, que en términos absolutos representa 2,578 habitantes. En contraste, el que menos proporción de población presentó fue el de calidad y espacios de la vivienda, con el 20.8 por ciento. Otros indicadores de carencia social con acceso a servicios de salud, de alimentación y a servicios de salud representan el 29, 35 y 39 por ciento. El rezago educativo se ubicó en el 31%.

## Economía y empleo
Conforme a la información del Directorio Estadístico Nacional de Unidades Económicas (DENUE) de INEGI, el municipio de Chimaltitán cuenta con 65 unidades económicas al mes de mayo de 2024 y su distribución por sectores revela un predominio de establecimientos dedicados a Servicios, siendo estos el 50.77% del total en el municipio. 

### Empleo
Para junio de 2024 el IMSS reportó un total de 4 trabajadores asegurados, lo que representó para el municipio de Chimaltitán una disminución anual de 4 trabajadores en comparación con el mismo mes de 2023, debido a la baja del registro de empleo formal de algunos de sus grupos económicos principalmente el de Agricultura. En función de los registros del IMSS el grupo económico que más empleos presentó dentro del municipio de Chimaltitán fue el de Construcción de edificaciones y de obras de ingeniería civil, ya que en junio de 2024 registró un total de 3 trabajadores concentrando el 75% del total de asegurados en el municipio. El segundo grupo económico con más trabajadores asegurados fue el de Compraventa de materias primas, materiales y auxiliares, que para junio de 2024 registró 1 trabajadores asegurados que representan el 25% del total de trabajadores asegurados a dicha fecha. 

## Índice de desarrollo municipal (IDM)
Chimaltitán obtiene un desarrollo institucional Bajo con un IDM-I de 50.6.

## Promedio mensual de carpetas de investigación
Durante el periodo de junio 2023 a mayo de 2024, se abrieron un total de 12 carpetas de investigación con un promedio mensual de una carpeta abierta en donde el sector con mayor investigación fue el de otros delitos de fuero común.

## Cultura

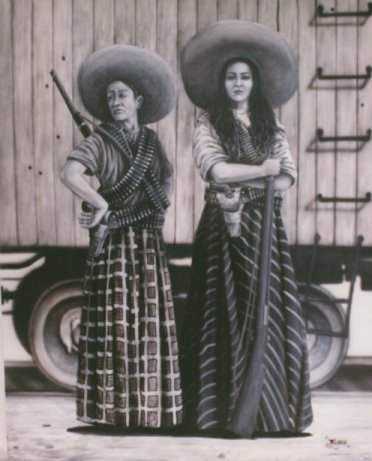
El vestido de la Adelita forma parte de la cultura del municipio.

- Artesanías: Labrados de cantera, piedra, barro, sombreros de palma y sotol.
- Gastronomía: Destacan el pepián y la birria; de sus debidas el pulque, aguamiel y ponche; y de sus dulces la cajeta de mango, el guayabate y el piloncillo.
- Trajes típicos: Para el hombre el pantalón y camisa de manta; para la mujer, el vestido de Adelita.

### Sitios de interés
| Arquitectura - Templo de la Virgen de Guadalupe, data del siglo XVII - Exconvento Franciscano - Capilla De San Juan - Templo de San Miguel | - Templo de San Pascual Bailón - Zona arqueológica Los Cerritos - Templo de San Francisco de Asís | Atractivos naturales - Agua Caliente - El Cerro del Toro - Laguna del Pueblito - Arroyo Carboneras | - Mirador Las Cuevas - Río Bolaños - Piedras Largas - Balneario termal |

### Fiestas
Fiestas civiles
- Aniversario de la Independencia de México, 16 de septiembre.

Fiestas religiosas
- Fiesta en honor a San Pascual Bailón, del 9 al 17 de mayo.
- Fiesta en honor de la Virgen de Guadalupe, del 4 al 12 de diciembre.
- Día de Muertos, 2 de noviembre.
- Fiesta en honor de la Santa Cruz, 3 de mayo.
- Navidad, del 20 al 25 de diciembre.

## Gobierno
Su forma de gobierno es democrática y depende del gobierno estatal y federal; se realizan elecciones cada 3 años, en donde se elige al presidente municipal y su gabinete. El presidente municipal es Marcos Miguel Bramasco Palacios, militante del PAN, el cual fue elegido durante las elecciones democráticas celebradas el 5 de julio de 2015.
El municipio cuenta con 96 localidades, siendo las más importantes: Chimaltitán (cabecera municipal), San Juan de los Potreros, Tepizuac, Agua Caliente y Cocuasco.

### Galería

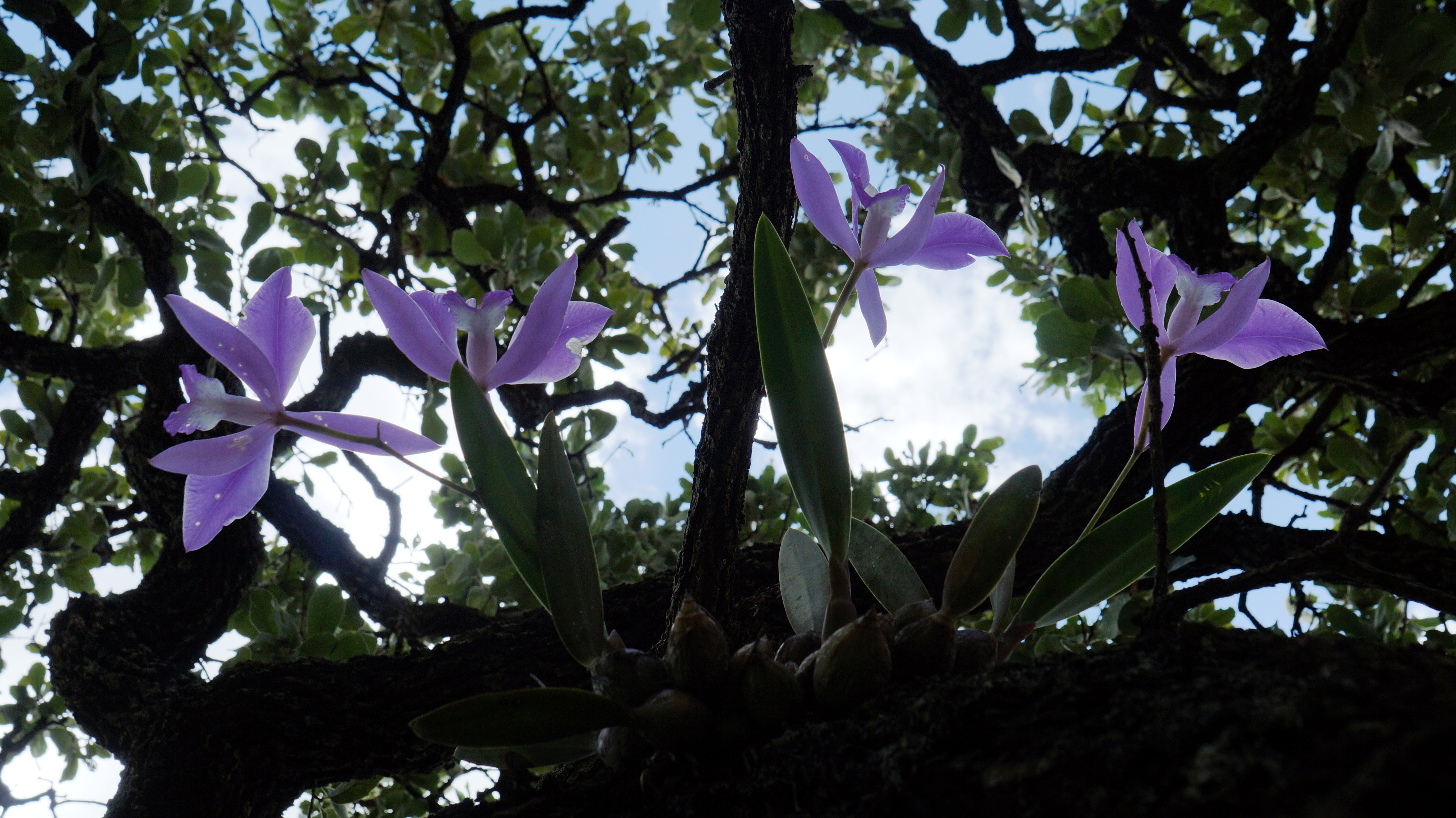
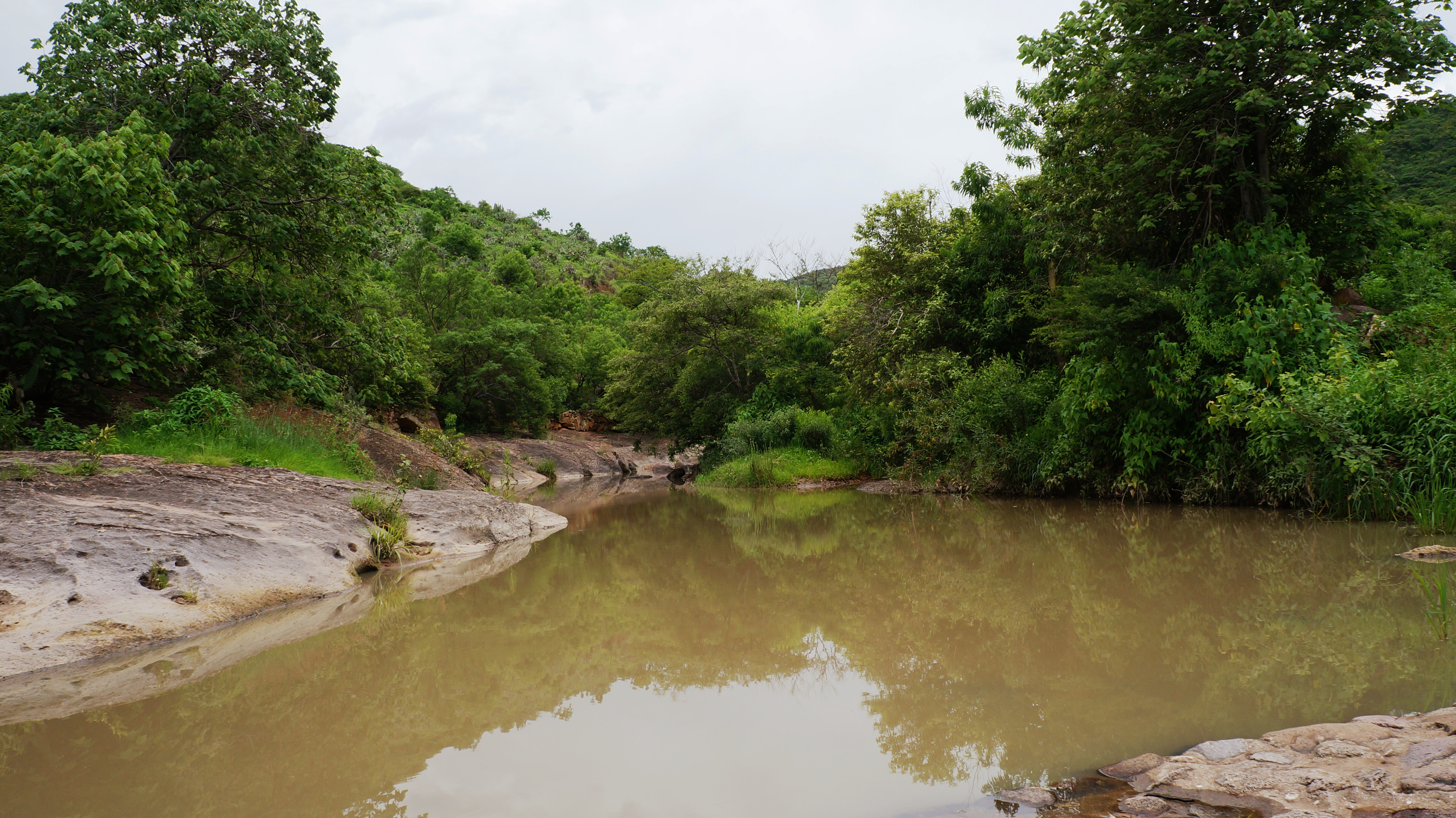
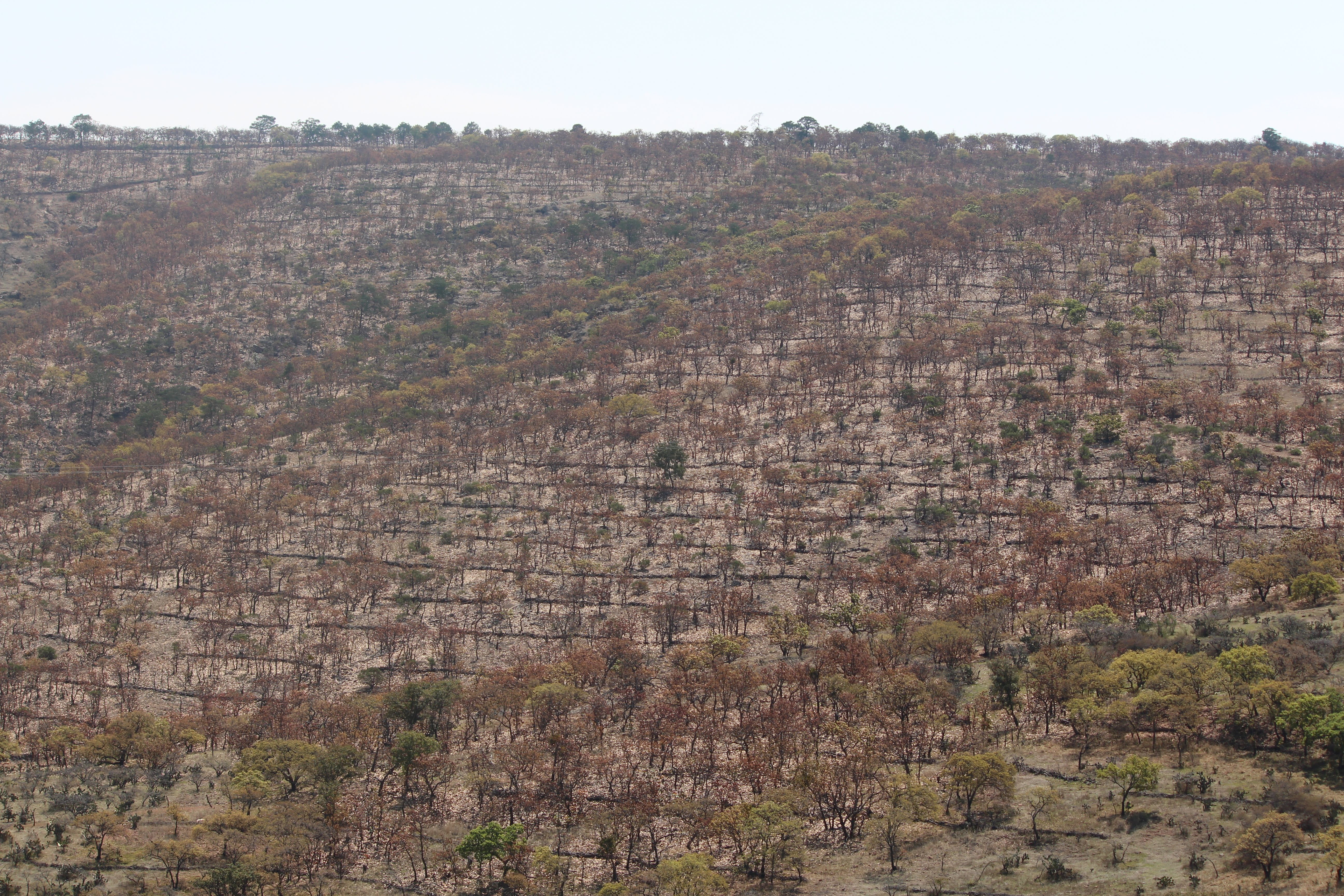
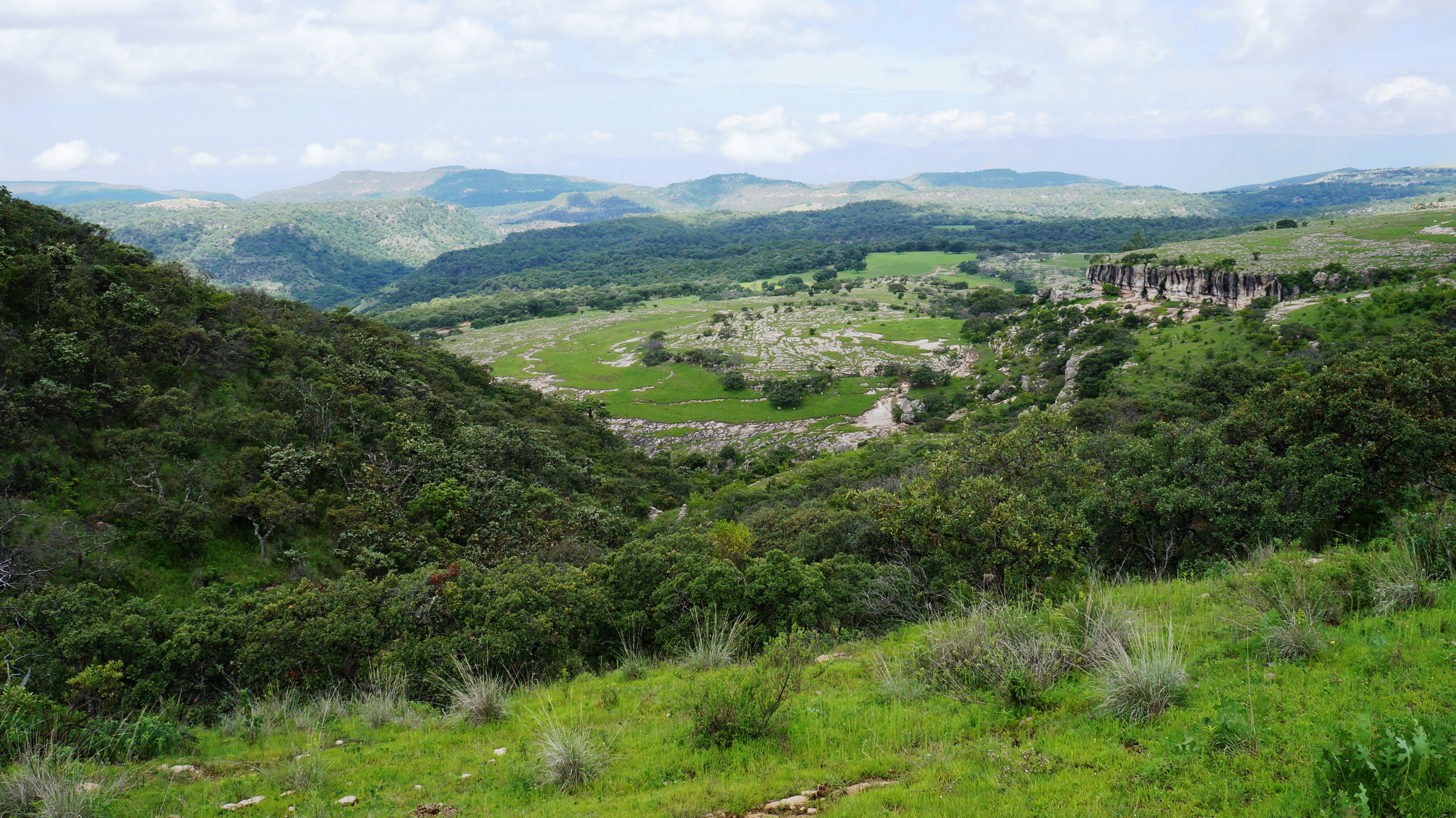
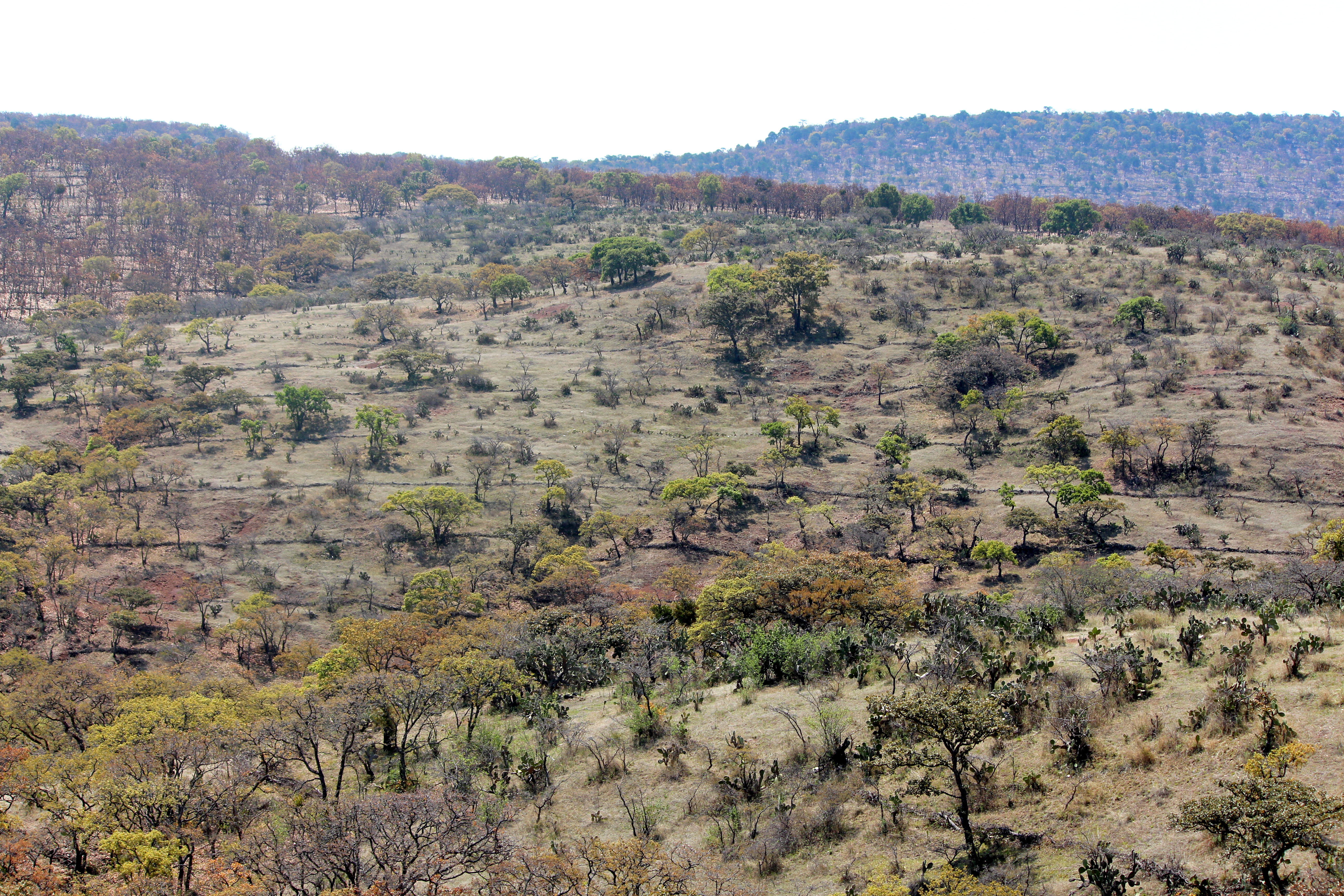
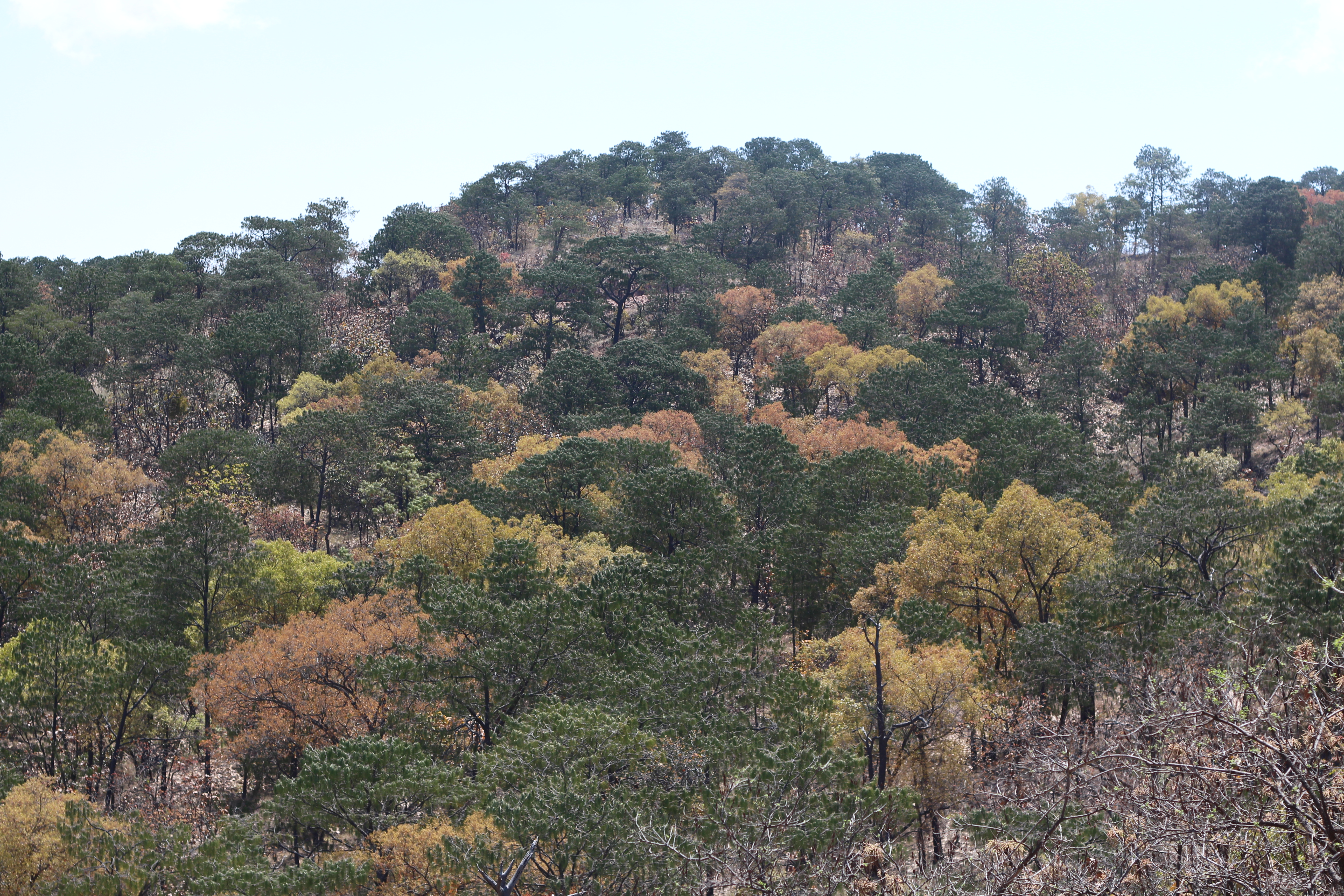
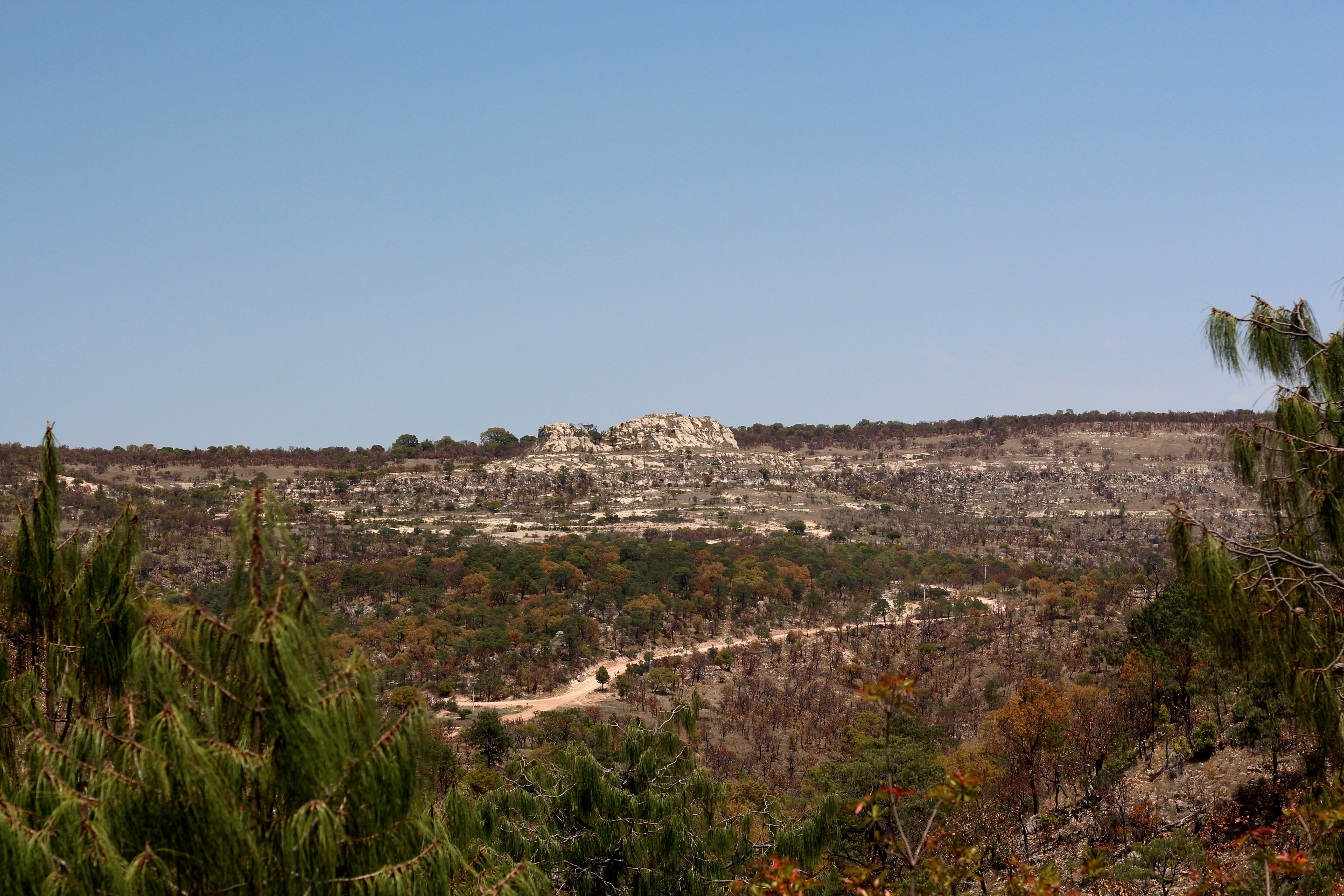